# 小行星3229
小行星3229（3229 Solnhofen）是一颗围绕太阳公转的小行星。1916年8月9日，霍尔格·蒂勒在汉堡发现了此天体。
該小行星以德國的城市索爾恩霍芬命名。
这颗小行星的绝对星等为19.16606268496625等。